# Nāpadid šodan
Nāpadid šodan (in persiano ناپدید شدن‎, lett. "scomparire") è un film del 2017 diretto da Ali Asgari, al suo esordio alla regia di un lungometraggio.

## Trama
In una notte d'inverno a Teheran, una diciannovenne si reca in pronto soccorso soffrendo di una brutta emorragia interna a seguito di un rapporto sessuale: tuttavia, il rapporto è stato consumato al di fuori del matrimonio, una pratica illegale in Iran. Accompagnata dal fidanzato, sotto le mentite spoglie di un parente, la ragazza racconta a una dottoressa di essere stata violentata, ma quest'ultima dubita della sua confessione dopo averla visitata e coinvolge le autorità...

## Distribuzione
È stato presentato in anteprima l'8 settembre 2017, all'interno della sezione Orizzonti della 74ª Mostra internazionale d'arte cinematografica di Venezia.